# Wang Yuanqi

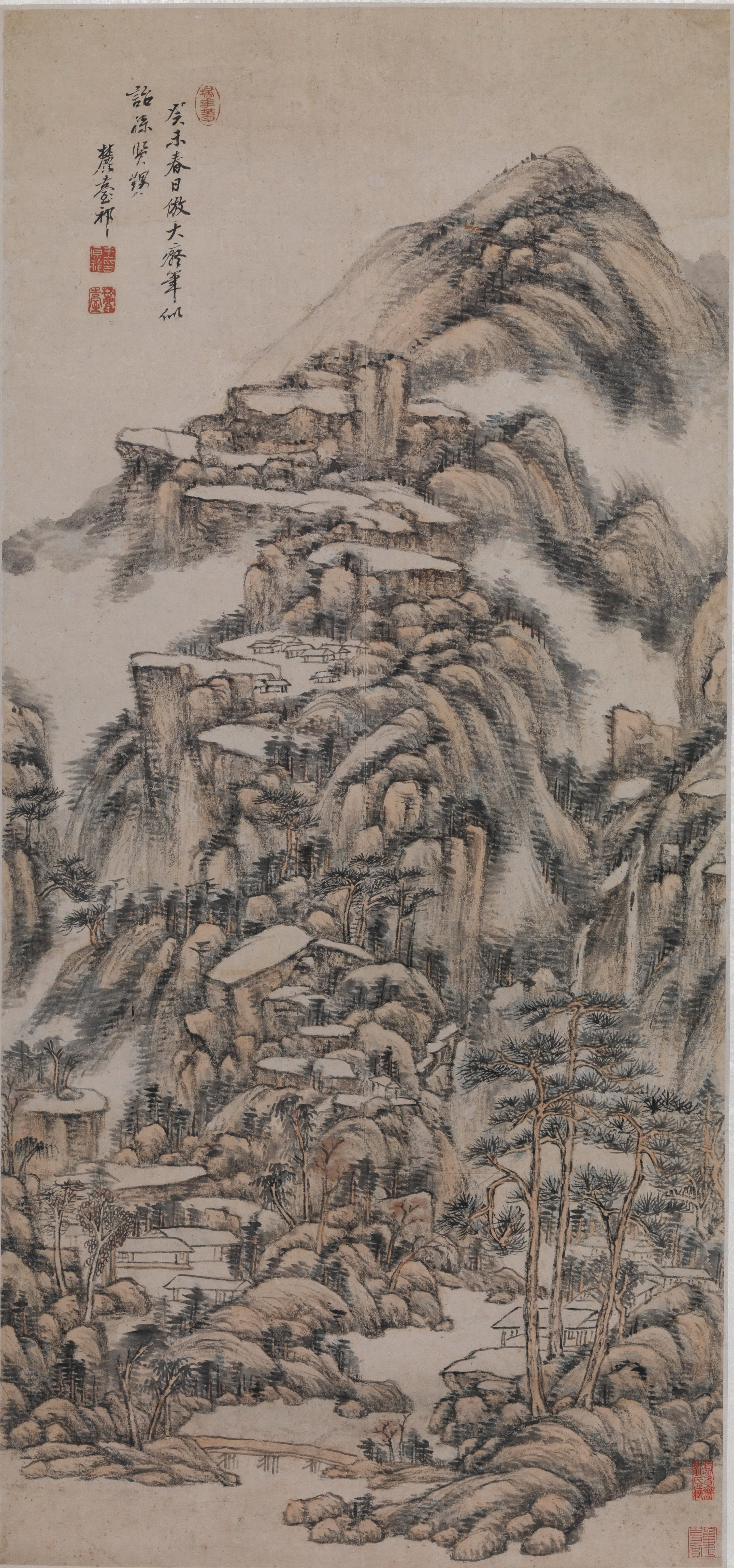
“Paisatge a l'estil de Huang Gongwang (Museu d'Art de Hong Kong)

Wang Yuanqi (en xinès: 王原祁; en pinyin: Wáng Yuánqí) també conegut com a Maojing i Lu Tai, fou un pintor de la dinastia Qing. Va néixer l'any 1642 a Taicang província de Jiangsu i va morir el 1715. Era net de Wang Shimin. Va ser funcionari de l'administració imperial (amb el grau jinzhi).
Va ser un pintor paisatgista inspirat en Huang Gongwang fet que és evident en la utilització de pigments ocres. Va ser un dels membres del col·lectiu conegut en la història de l'art, com Els Quatre Wang juntament amb Wang Shimin, Wang Jian i Wang Hui. Aquest grup de pintors-lletrats estaven relacionats per lligams de parentiu o per relacions mestre-alumne. Entre les seves pintures destaquen: “Riu amb boira i muntanyes. Vuit estudis de paisatge i Paisatge d'Estiu. Es troben obres seves a l'Acadèmia d'Art de Honolulu, a l'Institut d'Art de Xicago, al Museu de Belles Arts de Boston, al Museu d'Art de Cleveland, al Museu d'Art de Hong Kong, al Museu Guimet de París, al Museu del Palau de Pequín, al Museu Nacional del Palau de Taipei i al Museu de Xangai.